# Церковь последнего завета
Це́рковь после́днего заве́та, более известная как виссарио́новцы или виссариони́ты — новое религиозное движение (нетрадиционный культ, секта, деструктивный культ), которое основал Сергей Тороп (называющий себя Виссарионом) в 1991 году в виде идейной общины под названием «Община единой веры».
22 сентября 2020 года в ходе специальной операции Виссарион был задержан сотрудниками ФСБ России  вместе с другими руководителями общины — Вадимом Редькиным и Владимиром Ведерниковым — по факту незаконной деятельности религиозной организации и по подозрению в психологическом насилии над людьми.
С декабря 2000 года религиозная организация зарегистрирована в Министерстве юстиции РФ. 25 сентября 2020 года Прокуратура Красноярского края направила в Красноярский краевой суд административное исковое заявление о ликвидации и исключении из Единого государственного реестра юридических лиц местной религиозной организации «Церковь последнего завета» в Курагино. 24 октября 2022 года иск был полностью удовлетворён.

## История
Первую открытую проповедь о «Последнем завете» Виссарион провёл в 14 часов 14 мая 1991 года, а 18 августа в Минусинске Тороп провозгласил создание «Единой религии Земли». В конце 1992 — начале 1993 года в Минусинск стали прибывать первые последователи учения.
Первое религиозное объединение последователей Виссариона было зарегистрировано 24 июня 1994 года с названием «Община единой веры» и местом нахождения в Минусинске Красноярского края (свидетельство № 105).
Во второй половине 1994 года инициативная группа последователей Виссариона, переехавших на постоянное место жительства в Красноярский край, состоящая из инженеров, учителей, агрономов, работников искусств, специалистов по традиционной и нетрадиционной медицине, мастеров народных промыслов и ремёсел, обратилась к муниципальным органам власти с предложением образовать на территории Курагинского района Красноярского края, рядом с озером Тиберкуль, экспериментальное экологическое поселение, и администрация Курагинского района дала разрешение и выделила ЗАО «Табрат», подконтрольному Торопу, из лесного фонда под постройку поселения 250 гектаров земли в районе Сухой горы и озера Тиберкуль. В 1995 году в Курагинском районе на берегу озера Тиберкуль Виссарион и его последователи создали эконоосферное поселение Тиберкуль («город Солнца», «Обитель рассвета»). В конце октября 2020 года Министерство лесного хозяйства Красноярского края подало иск в Арбитражный суд Красноярского края о расторжении заключённого в 2015 году с виссарионовцами договора аренды и безвозмездного пользования лесным участком, поскольку его сотрудниками были выявлены нарушения условий договора, среди которых размещение на указанной территории жилых и нежилых строений, не предназначенных для осуществления религиозной деятельности, а также её загрязнение отходами потребления и производства. 4 февраля 2021 года суд удовлетворил иск министерства в полном объёме. 3 марта 2021 года Красноярский краевой суд удовлетворил иск департамента лесного хозяйства по Сибирскому федеральному округу и признал недействующим принятый Черемшанском сельским советом депутатов Курагинского района генеральный план; в 2019—2020 годах прокуратура Красноярского края совместно со специалистами региональных управлений Рослесзащиты и Министерства сельского хозяйства Российской Федерации провела проверку соблюдения лесного законодательства на территории Курагинского района и установили факты противоправной деятельности сельского совета, касательно включения в генеральный план 2012 года таких населённых пунктов, как Гуляевка, Жаровск, Казыр, Тагасук, Тиберкуль и Черемшанка, расположенных на землях лесного фонда 207 участков, имеющих общую площадь более 400 га, на которой виссарионовцы вырубали лес, в том числе используя его для постройки бань и домов местных чиновников.
В октябре 1995 года Управлением юстиции Красноярского края была проведена перерегистрация устава религиозного объединения с новым названием «Церковь последнего завета» и новым местонахождением в селе Черемшанка Курагинского района (свидетельство о регистрации № 105 от 5 октября 1995 года).
Во многих городах России и других стран появились последователи Виссариона, открыты центры, организованы общины. Созданы религиозные организации последователей Виссариона в Казахстане, Латвии. Центры последователей Виссариона имеются на территории Беларуси, Молдавии, Болгарии, а также Германии, США. Для выполнения координационной деятельности и ведения межконфессиональных, в том числе международных, связей местные Церкви последнего завета в мае 1998 года учредили Централизованную религиозную организацию, которая под названием «Церковь последнего завета» была перерегистрирована Министерством юстиции РФ в 2000 году.
Религиовед и социолог религии Сергей Филатов отмечал, что последователи Торопа установили «контакты с педагогом-новатором Щетининым, который собирается в сотрудничестве с виссарионитами открыть школу в Курагинском районе». На это же указывал религиовед Роман Силантьев.
Силантьев отмечал, что поселение «Город солнца» «постепенно эволюционировало в некое экопоселение, а его члены практически прекратили заниматься миссионерской деятельностью, смягчили запреты и стали больше похожи не на тоталитарную секту, а некое общество экологических активистов».

## Вероучение и особенности внутренней жизни
День рождения Торопа — 14 января 1961 года — является главным праздником виссарионовцев, и от него ведётся новое летоисчисление, именуемое «Эпоха рассвета».
Виссарион дал новую молитву, пояснив, что она призвана объединить всех людей независимо от вероисповедания.
Учение Виссариона — «Последний завет», который включает в себя 61 заповедь, — очень синкретично. Учение возникло в результате:
- работы группы людей[33], преимущественно из уфологического клуба «Гипотеза» г. Минусинск Красноярского края;
- собственных умозаключений Сергея Торопа (Виссариона);
- синтеза авраамических религий, индуизма, буддизма, учений Даниила Андреева (Роза мира), Елены Блаватской (Тайная доктрина), Николая и Елены Рерихов (Агни-йога), атеистического учения Карла Маркса и др. учений[32][34][35][36][37].

Также включает в себя антитринитаризм, учение о реинкарнации и апокалиптику.
На 2024 год «Последний завет» состоит из 18 томов и включает в себя «Слово Виссариона» и «Повествование от Вадима». Виссарионом написаны книги «Предвозвещение», «Книга Обращений», «Книга Основ», «Послесловие», «Заповеди», «Последняя Надежда», «Время Поворота». В «Повествовании от Вадима» летописец Вадим Редькин ведёт описание жизни Виссариона и его многочисленных встреч, на которых Виссарион даёт ответы на вопросы, задаваемые разными людьми.
- Существует «десятина» — каждый последователь Виссариона передаёт десятую часть доходов на счёт секты, на содержание Церковного совета секты и самого Виссариона[48][49].
- Разрешены любовные треугольники[36][37][50][51]. Религиовед Л. И. Григорьева по этому поводу отмечала следующее:[52]

Ещё одной проблемой последних лет стало возникновение гендерного дисбаланса. На одного мужчину с каждым годом становится по статистике всё больше женщин. Молодые, энергичные, они приезжают с надеждой найти здесь своё счастье. Не без рекомендаций и разъяснений Виссариона последние четыре года в общине стали возникать так называемые «треугольники» — семьи с двумя жёнами. Для внешнего мира это объясняется так: если муж и жена разошлись, и у супругов возникла новая семья, то он не в праве бросать прежнюю жену и детей на произвол судьбы, да и куда им податься, на что жить. Но в материалах «для внутреннего употребления» (одну из таких кассет прослушал в своё время весь Экспертный совет при Минюсте) говорится совсем другое. Виссарион разъясняет, что женатый мужчина не может сам проявлять интереса к посторонним женщинам. Но если у женщины возникла «природная любовь» к нему и он не против, то надо вначале посоветоваться с женой. Если она преодолела свой эгоизм и желает мужу счастья, то может разрешить ввести эту женщину в семью на правах кандидатки. Она же в идеале должна благословить и близкие отношения своего мужа с новой женой, подружиться с ней и совместно заниматься домом и общими детьми. Поскольку во многих личных проблемах: от хозяйственно-бытовых до самых интимно-личных самому верующему бывает разобраться сложно, то все вопросы могут быть коллективно обсуждены на закрытых собраниях «Единой семьи» или на встречах с «Учителем».
- Введён тяжёлый физический труд[51][53], строгая вегетарианская диета[54][51]. От чрезмерного пристрастия к веганству последователей Виссариона в Тиберкуле у них прослеживается недостаток кальция, а также животных белков, что отрицательно сказывается на здоровье поселенцев: инфекционные заболевания почек, опущение почек и повышенная кислотность мочи[55][56]. Многие члены больны раком и ВИЧем, но не обращаются за помощью к врачам, поскольку считают, что их может вылечить Виссарион прикосновением рук[57]. Есть сведения о случаях дистрофии[58][59], без вести пропавших[36][37], получивших инвалидность и покончивших жизнь самоубийством последователей его секты[60]. Многие последователи, продав своё имущество в секту, вынуждены сами проживать в нищенских условиях, без дохода и средств к существованию[49][61]. Философ и культуролог Н. П. Копцева указывает, что у Церкви последнего завета «имеются элементы деструктивной религиозной организации», к числу которых она относит «контроль приёма пищи у своих адептов», когда «в середине нулевых годов община Виссариона имела запреты не только на мясную пищу, но и на молочную пищу, яйца», а среди членов «были не только вегетарианцы, но и веганы, причём по самой жесткой схеме» и «в конце 90-х телевидение показывало вот этих людей с дистрофией»[62]. При этом она отмечает, что в ходе проведённой прокурорской проверки были установлены нарушения, и хотя община сделала режим пищевого контроля более мягким, вегетарианство сохранилось, подчеркнув следующее: «То, что такая жёсткая корректировка приёма пищи безусловно может явиться вредной для здоровья отдельных людей, это факт. То есть, предписывать строгое пищевое поведение, настаивать на этом — здесь могут быть элементы нанесения вреда здоровью»[62]. Касательно самой организации она указывает, что жители Курагинского района относятся к Церкви последнего завета, как к достаточно успешному бизнес-проекту, и высказывает мнение, что: «Это очень мощная экономическая структура. В общине налажено производство экологически чистой продукции, рукоделие, ремесленное производство.. Если раньше, например, в девяностые годы, речь шла о каких-то действительно религиозных откровениях, то сегодня люди, наблюдая со стороны за деятельностью организации, скорее относятся к этому как к успешному бизнес-проекту»[62].
- В «Церкви последнего завета» считается, что заблуждения людей, их «дурные деяния, мысли и эмоции» поставили Землю на грань гибели. Надвигающийся конец света будет иметь вид экологической катастрофы, в которой погибнут все, кроме последователей Виссариона в «энергетическом сердце Земли-матушки», на озере Тиберкуль; чтобы очистить планету и отсрочить её уничтожение, нужны хорошие помыслы и молитвы, особенно коллективные[3][63][64][65]. Ощущения скорого конца света в конце 1990-х восприняли многие члены общины[66][67]. Однако, по словам А. А. Панченко, последователи Виссариона черпали сведения о грядущих катаклизмах не только из его проповедей, но и из сообщений различных «контактёров»[68]. Виссарион не называл конкретную дату «конца света» и не утверждал непременную гибель всего человечества[69][70][71]. В периодике Церкви последнего завета несколько раз появлялись публикации, направленные на то, чтобы успокоить последователей[72][73]. Позднее, в середине 2000-х годов, Виссарион фактически запретил получение информации от «контактёров»[74], было замечено ослабевание эсхатологических настроений[75].

А. Д. Дворкин считает:

В целом учение Торопа можно охарактеризовать как компот из доморощенного экологизма, неоязычества и преломленных через рерихианство восточных учений в слащавой оболочке из псевдохристианских терминов и псевдобиблейских изречений, пересыпанных полуграмотными псевдославянизмами. Он все время говорит об экологии, используя при этом элементы восточных учений — реинкарнация, карма и проч., что являет собой типичную неудобоваримую ньюэйджевскую смесь из пива и какао с керосином.

Вкратце неведомая доселе «великая тайна» Виссариона состоит в том, что существующее 2000 лет христианство — это вовсе не абсолютная Богооткровенная Истина, а лишь утратившая своё значение «„часть Единой Истины“, да и то в силу неразвитости „человеков“» неправильно понятая и истолкованная. Взамен же предлагается «примитивно состряпанная теософская система, куда включены несовместимые понятия, позаимствованные из различных восточных религий: индуизма, буддизма, даосизма; языческие мифологии и модные нынче псевдовосточные гипотезы»— Дворкин А. Л. Сектоведение. Тоталитарные секты. Опыт систематического исследования.
Религиовед Р. А. Силантьев отмечает, что изначально данное объединение отличалось «самыми дикими пищевыми запретами» — запрещалось есть мясо, рыбу, соль, сахар, грибы, и «даже воду пить одно время запрещалось». Члены общины питались, в основном, горохом. Кроме того, по его данным, был запрет на обращение к медикам. С течением времени и под давлением властей подобная практика стала смягчаться, и даже сам глава общины Виссарион, будучи уже в пожилом возрасте, стал лечиться. При этом он высказывает мнение, что данная организация является оккультной сектой и представляет собой «типичный харизматический культ, как у секты Муна, „Белого братства“ и „Аум синрикё“ — все они похожи друг на друга очень сильно».
Философ и культуролог Н. П. Копцева указывает, что «это достаточно синкретичное учение», поскольку «оно включает в себя элементы многих существующих прежде религиозных мировоззрений» и «его неожиданной особенностью является то, что Виссарион одновременно и человек, и воплощение Христа». Также она отмечает, что «Последний завет — это тот завет, который Виссарион даёт нам, людям, которые являются свидетелями этого „последнего пришествия“». И обращает внимание на то, что таких лидеров, как Виссарион, «в религиоведении называют харизматами», поскольку «у него прекрасные внешние данные — он очень похож на иконы с каноническим изображением Иисуса Христа». Кроме того, Тороп «происходит из семьи, связанной со старообрядцами, то есть раскольниками — есть какая-то память о предках, которые не покорялись, как сейчас принято говорить, мейнстриму», а сам «Курагинский район — место, где такие старообрядческие общины и ранее существовали».
Религиовед и социолог религии Л. С. Астахова отмечает, что организация складывалась как «абсолютное вегетарианство, достаточно жёсткое, с отказом и контролем не просто типа питания, а речь и об объёме пищи. То есть это определённая, в том числе и энергетическая перестройка человека, связанная с будущим образом, с будущей жизнью, в которую он должен попасть». Она указывает, что вероучение основано на трёх опорных точках: 1) учение о множественности миров (наш мир является всего лишь один из множества внеземных миров, число которым — миллионы), где каждый такой «мир развивается по пути полного расцвета разума, по которому мы никогда не пойдём» и «наш мир в этом плане несколько уникален»)"; 2) существует единый первый творец миров (Абсолют) и «какое-то количество творцов конкретных миров и конкретных форм духовной ткани, которые существует конкретно на Земле»; 3) учение о надвигающемся конце света, поскольку для человека свойственно не только расти и развиваться духовно, но и падать, и наш мир является угрозой всем остальным мирам и в идеале его необходимо уничтожить. В качестве ковчега спасения выступает «единая семья» из последователей Торопа, которые должны развить свои разум и тело до такого состояния, чтобы суметь выжить и показать другим мирам, что человечество заслуживает право остаться жить в этом мире. Кроме того, она видит определённое сходство между виссарионовцами и последователями С. М. Пеуновой в обращении к темам разума и развития, веры в реинкарнацию и наличия достаточно сильного влияния идей Е. П. Блаватской и Д. Л. Андреева. А также указывает на сильное влияние двух линий — уфологической (большое количество рассуждений о множестве миров) и поп-культурной (многие из первых виссарионовцев были представителями творческой интеллигенции — певцы, музыканты и т. п.).
Религиовед Б. К. Кнорре указал, что в идеологии этого движения нет дуализма и «нет понятия о глобальном зле, нет заостренности на том, что в мире вообще царствует зло». По его словам, виссарионовцы со временем изменили ряд своих практик в ответ на критику: «Они перестали отговаривать людей от получения образования и настраивать против окружающего мира».
Историк религии Б. З. Фаликов, указывая на исследования фольклориста А. А. Панченко, утверждает, что виссарионовцы не агрессивны. В числе факторов риска этого движения он называет «гуризм», то есть некритическое восприятие религиозного лидера (причём, по его мнению, такое бывает во всех религиях). Со временем «гурзим» виссарионовцев смягчался: в первые годы существования движения Виссариона ассоциировали с Христом, обожествляя его; позднее его стали называть «учитель», «наставник». Также у виссарионовцев есть признаки такого фактора риска, который Фаликов называл «эсхатологизм», то есть ожидание конца света. Эсхатологизм в своём мягком варианте связан с надеждой на то, что если жить правильно, наступит царство добра.

## Поселения и численность
В 1993—1994 годах в ходе трёх закрытых проверок, две из которых осуществили сотрудники МВД России, а одну — представители администрации Красноярского края, было установлено, что по религиозным побуждениям в период с 1 июня 1993 года по 1 июня 1994 года в Минусинск, в общину «Единой веры», из таких городов, как Алма-Ата, Воронеж, Казань, Киев, Москва, Новосибирск, Оренбург, Рига, Санкт-Петербург, Саратов, Уфа и Челябинск на постоянное место жительства прибыло 502 человека, из которых 233 — мужчины, 151 — женщины, 118 — дети и подростки. При этом более половины приехавших прибыли в составе собственных семей общей численностью 83. По возрасту прибывшие делились следующим образом: до 18 лет — 118 человек, 18-25 — 106, 26-40 — 190, старше 41 года — 88. По месту проживания: 143 человека в Минусинске, 26 человек в двух посёлках Минусинского района (посёлок Малая Минуса — 17 и Шошино — 9), в 12 населённых пунктах Курагинского района — 333 человека (Гуляевка — 14, Жаровск — 9, Жербатиха — 7, Журавлёво — 113, Имисское — 24, Курагино — 63, Маринино — 5, Можарка — 7, Петропавловка — 11, Тюхтят — 14 и Черемшанка — 67). Тем не менее, при последующей проверке, 14-16 октября 1994 года, в общине проживало около 1 тысячи членов, из которых около 200 человек — дети и подростки.
По состоянию на 2000 год, согласно данным местной администрации, в Курагинском районе проживало 2556 виссарионовцев, включая и их детей. Согласно статистике того же года о количестве избирателей, администрация района указывала, что из 24766 избирателей по тридцати избирательным участкам на долю виссарионовцев приходилось 1870 человек. При этом распределение и степень влияния были неравномерными: например, в посёлке Курагино из 10990 жителей лишь 107 избирателей были членами Церкви последнего завета, в то время как в деревне Черемшанка из 891 человека 614 являлись последователями Торопа. В свою очередь бывший советник Председателя Правительства Республики Хакасия по делам религий Н. С. Волков отмечал, что в 2010 году на юге Красноярского края жило 2076 взрослых (в данное число не входят те члены семьи, кто не принял «Последний завет») членов общины и 126 детей, из которых в Каратузском районе — 387, в то время как на Курагинский и Минусинский район приходилось 1689 человек, расселившихся в более чем сорока населённых пунктах. По данным бывших членов Алексея Ворошилова и Елены Мельниковой, супругов проживших 12 лет в общине и описавших в своей книге «Возвращение из сказки» внутреннюю жизнь, «в этом явлении задействованы напрямую около пяти тысяч человек и всё это количество можно смело умножить в среднем на 4-5, тогда мы получим число реально пострадавших людей — брошенных матерей, детей, жён и мужей».
Религиовед И. Я. Кантеров, отмечая, что в южные районы Красноярского края по призыву Торопа из таких городов, как Белгород, Воронеж, Липецк, Москва, Саратов и Санкт-Петербург, переселилось «свыше 2 тыс. человек», также указывал в 2002 году, что «в настоящее время, по данным руководства этой религиозной организации, насчитывается около 50 тыс. её последователей, проживающих в 83 населённых пунктах России и зарубежья».
Религиовед и социолог религии С. Б. Филатов отмечал, что по состоянию на 2003 год «зарегистрировано 16 организаций, 5-7 тысяч человек, несколько незарегистрированных общин и групп», в то время как «сами виссарионовцы утверждают, что их более 50 тыс.». Самая большая община расположена в Курагинском районе, где, по состоянию на 1999 год, проживало 2900 человек. В сёлах соседних районов проживало до 1,5 тысячи человек. Крупные общины по 40—80 человек располагались в таких городах, как Москва, Новосибирск, Санкт-Петербург и Сочи. А известные общины располагались в таких городах, как Владимир, Воронеж, Иркутск, Набережные Челны и Хабаровск.
В деревнях Курагинского (Петропавловка, Черемшанка) и Каратузского районов к 2006 году было несколько тысяч человек (информационное агентство «Банкфакс» в 2003 году сообщало о численности около 3-4 тысяч человек, в 2008 году Независимой газетой называлась цифра 4,5 тысячи, в 2009 году MIGnews называлась цифра в 5 тысяч человек, в 2011 году религиовед А. С. Тимощук и историк И. В. Федотова также называют цифру «около 5 тысяч человек»), кто продал свои квартиры и переехал туда на постоянное место жительства. По данным РИА «Сибирь» на 2005 год, «реальное количество адептов Виссариона — около 10 тысяч человек, половина из которых проживает в Красноярском крае», а население «Города солнца» составляет «от 160 до 200 жителей». В то же время электронное издание «Россия. Электронный энциклопедический словарь» также указывает цифру в «около 10 тысяч последователей». С этой же цифрой в 2020 году согласились религиовед Р. А. Силантьев и философ и культуролог Н. П. Копцева. В свою очередь состоящая в общине певица С. В. Владимирская утверждает: «У нас подсчёт не ведётся. Думаю, 5 тысяч точно есть. А, может, и больше. На праздники собирается до 20 тысяч».

## Социальная структура
В реализации эксперимента по созданию «нового общества» в различной степени участвуют последователи Виссариона, живущих в России (Москва, Санкт-Петербург), Беларуси, Казахстане (Алма-Ата), Украине (Киев), Латвии (Рига), Молдавии, Болгарии, Германии и США. Среди последователей Виссариона преимущественно представители среднего класса, а среди рядовых членов — большое число бывших партийных и комсомольских функционеров. Есть также музыканты, художники, философы, эстрадная певица, отставные военные. В 1993—1994 годах высшее образование имели 148 человек, а среднее специальное — 303. В начале 1999 года среди виссарионовцев Красноярского края 39,5% составляли мужчины (до 50 лет — 85 %) и 60,5 % — женщины (до 50 лет — 71 %); среди взрослых членов 36 % имели высшее образование, а 31 % — неоконченное высшее, среднее специальное и среднее.

## Руководство
Во главе организации находится Сергей Анатольевич Тороп (род. 1961), называющий себя Виссарионом, «Христом», «сыном Божиим».
В качестве его главного помощника выступает Вадим Вячеславович Редькин (род. 1958), бывший музыкант и барабанщик группы «Ласковый май», являющийся летописцем общины и автором основных вероучительных текстов, стилизованных под Новый Завет — многотомного издания «Последний завет», включающего «Повествование от Вадима», «Слово Виссариона», а также описания жизни Виссариона и его последователей по годам. Женат, имеет трёх дочерей (2-х, 8-ми, 11 лет).
Финансово-хозяйственными вопросами занимается Сергей Борисович Чевалков (род. 1951, Новосибирск), отставной полковник Ракетных войск стратегического назначения Российской Федерации. В 1973 году окончил Харьковское высшее военное командно-инженерное училище ракетных войск имени Маршала Советского Союза Н. И. Крылова. В 1982 году поступил в Военную академию имени Ф. Э. Дзержинского, которую окончил с золотой медалью. Закончил адъюнктуру и защитил диссертацию на соискание учёной степени кандидата технических наук. В 1987—1993 годах был преподавателем в Военной академии имени Ф. Э. Дзержинского. 7 мая 1992 года присвоено воинское звание полковника. Приказом министра обороны РФ от 15 ноября 1993 года уволен в запас по собственному желанию. Жена — Галина Алексеевна Чевалкова. Дочь — Ольга (род. 1975), училась в Московском государственном институте культуры. Сын — Александр (род. 1976), окончил в Москве профессионально-техническое училище. В 1995 году Виссарион, наряду с бывшим эстрадным музыкантом Владимиром Купункиным, являющимся главным гимнографом виссарионовцев и создателем по православному образцу утренних, вечерних и литургийный служб, рукоположил Чевалкова в «первосвященники».
С 2001 года большую роль в управлении финансов-хозяйственной части общины играют бизнесмены Станислав Михайлович Казаков, занимающий должность «устроителя Церкви последнего завета», и Анатолий Пшеной, ранее занимавший пост заместителя министра юстиции Белоруссии и занимающийся отстаиванием интересов виссарионовцев в судах.
В тех городах, где живут последователи Торопа, во главе местных общин стоят харизматичные лидеры. Для решения материально-финансовых вопросов действует Церковный совет. Самые преданные виссарионовцы проживают в сёлах, расположенных в Курагинском и некоторых близлежащих районах Красноярского края, где в каждом существует добровольное объединение членов в хозяйственную коммуну называемую «семья», которые все находятся в подчинении у главного старосты — Александра Ульяновского, являющего руководителем административной-хозяйственной части и председательствующего на «кругах» — еженедельных собраниях общинников.

## Проблемы с законом

### Проверки Курагинского РОВД
В 1995 году в ходе проверки деятельности общины Курагинским РОВД были установлены факты смерти нескольких виссарионовцев. Так 1 мая 1995 года в деревне Гуляевка от истощения умер С. А. Богданович (род. 1968), в посёлке Курагино в доме № 3, расположенном на улице Ломоносова, умер от сердечной недостаточности уроженец Риги Е. К. Минаев (род. 1947), проживавший до самой своей смерти в селе Петропавловка без прописки. 15 сентября 1995 года в общежитии Моторинского ОПКЛК от двухстороннего воспаления лёгких умер четырёхлетний Эдуард Куклин (род. 1991), чья мать верила в наставление Виссариона о том, что плоть должна «сама себя излечивать», и поэтому отказалась обращаться за медицинской помощью в больницу, предпочтя лечить ребёнка исходя из опыта П. К. Иванова, обливая сына каждые два часа «заряженной водой».
Кроме того, в ходе той же проверки милиционеры выявили факты девиантной и противоправной деятельности некоторых членов общины:

При проверке заявления жительницы п. Курагино Карпенко В. П. было установлено следующее: совершеннолетняя Скалова Мария Андреевна, 21.12.77. года рождения, прибыла из Москвы в с. Имисское в начале 1994 года в общину „Единой веры“. За курение и позднее возвращение с танцев её выгнали из общежития. Скалова стала проживать с несовершеннолетним Мальцевым В., судимым... Доставленная 07.02.95. в ГППН РОВД Скалова пояснила, что её родители проживают в Москве — Скалова Л. В. — советник МИД России, отец — Скалов А. Г. — коммерческий директор фирмы „Арвис“, с родителями постоянно конфликтовала, бросила школу. Отец помещал её в психиатрическую больницу. В этот же день Скалова была направлена в ПРН г. Абакана, на следующий день за ней на самолёте прилетел отец.
27 мая 1995 года за административное правонарушение были доставлены несовершеннолетние Соболев И., 1978 года рождения, и Спиридонов А., 1973 года рождения. В своём объяснении несовершеннолетний Соболев пояснил, что приехал из г. Кирова летом 1994 года в п. Курагино, работал на тяжёлых работах в Моторском ОПКЛК, в общине кормили плохо. Когда просился обратно, сказали добирайся сам. Из общины выгнали его и Спиридонова за нарушение режима питания.

### Задержание Татьяны Нехорошевой-Соколовой
В 2000 году сотрудники ФСБ в ходе всероссийской контртеррористической операции «Вихрь-Антитеррор» среди членов секты Виссариона задержали 35-летнюю Татьяну Нехорошеву-Соколову, предполагаемую активистку леворадикальной молодёжной организации «Новая революционная альтернатива», которая находилась в федеральном розыске по подозрению в организации террористического акта около общественной приёмной ФСБ в Москве в 1998 году. По оперативным данным, убежище Нехорошевой было предоставлено самим Виссарионом.

### Уголовное преследование (2020—2021)
В августе 2020 года Следственный комитет Российской Федерации возбудил уголовное дело по части 3 статьи 144 УК РФ (воспрепятствование законной профессиональной деятельности журналистов) в связи с жалобой съёмочной группы мультимедийного центра «Известия» на то, что члены общины препятствовали работе журналистов, приехавшим к ним в посёлок Жаровск Курагинского района с целью снять сюжет про жительницу Курагинского района Ольгу Климову, которая выступила с обвинением общины в обмане с приобретением дома (отдала 7 тысяч долларов США) и сообщила о том, как она после этого «бомжевала» в течение 14 лет вместе со своим сыном.
22 сентября 2020 года в ходе специальной операции ФСБ России в Красноярском крае был задержан доставлен в 5-е управление Главное управление Следственного комитета Российской Федерации по г. Новосибирску лидер организации Сергей Анатольевич Тороп и двое его заместителей — Вадим Редькин и Владимир Ведерников, которым Следственным комитетом Российской Федерации были предъявлены обвинения по факту незаконной деятельности религиозной организации и по подозрению в осуществлении в отношении людей психологического насилия — создание религиозного объединения, деятельность которого сопряжена с насилием над гражданами (ч. 1 ст. 239 УК РФ), и причинении тяжкого вреда здоровью двух и более лиц (п. «а», «б» ч. 3 ст. 111 УК РФ). Были изъяты крупная сумма денег наличными, золотая корона, оккультная атрибутика, а также оружие и боеприпасы. Основаниями для задержания послужила двухлетняя оперативная разработка общины, когда в одной из деревень виссарионовцев было обнаружено тело младенца, родителям которого Виссарион запретил обращаться за медицинской помощью к «мирским» врачам, а также предсмертная записка одного из последователей Торопа, который продал всё своё имущество и, стремясь к лучшей жизни, желал вступить в общину, но не был принят, и из-за этого покончил жизнь самоубийством. Потерпевшими выступают двое граждан — Дмитрий Кистерский и Эдуард Юрьевич Мизгарёв, которые провели в общине более десяти лет, чьи психические расстройства следствие считает вызванными нахождением там. 24 сентября на Кипстерского, бывшего сотрудника УФСИН и являвшегося виссарионовцем с 1997 года, неизвестные лица совершили нападение, в связи с чем правоохранительных органы возбудили уголовное дело по статье 116 УК РФ «Побои» и начали проводить расследование, потерпевшему была назначена охрана из числа сотрудников полиции, а во всех населённых пунктах, где живут последователи Торопа, были выставлены на круглосуточное дежурство патрули. 19 января 2021 года Центральный районный суд Новосибирска расширил круг потерпевших лиц, добавив в общий список ещё 17 человек, которые заявлены как получившие моральный вред. 22 ноября 2021 года следствие уточнило обвинение Торопу, Редькину и Ведерникову. В деле о создании организации, посягающей на личность и права граждан, количество потерпевших увеличилось с 19 до 21. При этом из них 14 заявили о причинении им морального вреда. Кроме того, обвинение в особо крупном мошенничестве предъявлено было Ведерникову руководившему школой «Истоки» и, по версии следствия, потратившему в период с 2017 по 2019 год на собственные нужды 5182839 рублей государственных средств.
По данным журналистов газеты «Коммерсантъ» Константина Воронова и Николая Сергеева, ссылающих на сотрудников правоохранительных органов, руководство общины могут связывать дружеские отношения с бывшим министром лесного хозяйства Красноярского края Дмитрием Маслодудовым, который был арестован в середине сентября 2020 года по обвинению в получении от лесозаготовительной компании ООО «Краслесторг» многомиллионных взяток, поскольку значительным финансовым источником Церкви последнего завета выступают заготовки древесины (в первую очередь кедровой сосны) и постройки из неё домов. По данным следствия, члены общины являлись владельцами, по меньшей мере двух компаний, зарегистрированных как индивидуальные предпринимательства, скупавших лес, а также многие виссарионовцы частным образом без какой-либо регистрации в налоговых органах, занимались заготовками леса. Кроме того, их компаниям периодически удавалось выигрывать различные тендеры, которые объявляли власти Красноярского края, среди которых был подряд на строительство объектов (включая беседки, срубы и сцены) для проведения в Красноярске Универсиады 2019 года. Один из создателей Церкви последнего завета является главой крупной строительной компании, занимающейся постройкой бань и загородных домов класса премиум, стоимость которых составляет от 10 млн руб., где в настоящее время живут многие руководители Красноярского края. По данным правоохранительных органов от 20 до 50 % дохода при осуществлении таких сделок поступало в теневой бюджет Церкви последнего завета. По данным газеты на сегодняшний день «расследуется с десяток уголовных дел, возбуждённых по ст. 260 УК РФ (незаконная рубка лесных насаждений), фигурантами которых являются последователи ЦПЗ», отмечая, что в будущем «все эти дела, очевидно, объединят в одно производство, при этом религиозная составляющая расследования, скорее всего, окажется на втором плане».
23 сентября 2020 года Центральный районный суд Новосибирска вынес постановление об избрании в отношении обвиняемых Торопа, Редькина и Ведерникова меры пресечения в виде заключения под стражу сроком на два месяца, до 22 ноября. Сам Тороп находится в одиночной камере СИЗО-1 Новосибирска. 7 октября 2020 года Новосибирский областной суд постановил «постановление Центрального районного суда Новосибирска апелляционную жалобу адвоката Маринкиной оставить без удовлетворения», тем не менее адвокат Торопа выразила намерение подать кассационную жалобу в Восьмой кассационный суд. 18 октября 2020 года Тороп, Редькин и Ведерников были доставлены в Москву и помещены на карантин в СИЗО «Бутырка» для проверки на коронавирус; в дальнейшем они должны будут пройти психиатрическую экспертизу в Национальном медицинском исследовательском центре психиатрии и наркологии имени В. П. Сербского. 20 ноября 2020 года Центральный районный суд Новосибирска продлил всем троим срок нахождения под стражей до 15 января 2021 года. 30 декабря 2020 года Новосибирский областной суд оставил решение нижестоящего суда без изменения. 13 января 2021 года Центральный районный суд Новосибирска продлил срок до 15 апреля 2021 года, а 13 апреля — ещё «на три месяца, а всего до девяти месяцев 23 суток, то есть до 15 июля 2021 года»; 14 июля суд продлил срок до 21 сентября 2021 года. 14 мая 2021 года Курагинский районный суд Красноярского края признал Владимира Ведерникова виновным в незаконном хранении патронов (ст. 222 ч. 1 УК РФ) и приговорил его к 1,5 года лишения свободы условно; 20 июля 2021 года Красноярский краевой суд «изменил приговор в части наказания — оно снижено до одного года лишения свободы условно с испытательным сроком один год шесть месяцев». 9 августа 2022 года уголовное дело в отношении Ведерников, Редькина и Торопа поступило в Железнодорожный районный суд Новосибирска, который отметил следующее: «По данным следствия Ведерников, Редькин, Тороп обвиняются в создании религиозного объединения, деятельность которого сопряжена с насилием над гражданами или иным причинением вреда их здоровью и руководстве таким объединением, в причинении вреда здоровью различной степени тяжести, а Ведерников, в том числе, в мошенничестве в особо крупном размере с использованием своего служебного положения». Редькину и Торопу вменяются часть первая статьи 239, пункты «а» и «б» части третьей статье 111, пункт «г» части второй статьи 112 УК РФ, а Ведерникову также часть четвёртая статьи 159 УК РФ.
В начале декабря 2020 года по ходатайству следствия суд наложил арест на имущество Торопа (участок, на котором стоит дом, здание религиозного назначения и технику), Редькина (два дома, земельный участок и техника) и Ведерников (два участка земли и доля в ещё одном, два здания, автомобиль, мотовездеход и прицеп). По мнению стороны защиты, основанием послужило то, что потерпевшие Д. В. Кистерский и Э. Ю. Мизгирёв заявили иски на сумму 7200 тыс. рублей и 5 млн рублей соответственно, следствие полагает, что если обвиняемые смогут избавиться от имущества, то не выплатят ущерб потерпевшим в полном размере.
Адвокаты задержанных считают преследование «заказом на очень высоком уровне и абсолютно не связанным с правом», «государство дало указание общину уничтожить»
19 июля 2021 года Курагинский районный суд Красноярского края вынес решение, согласно которому «Антон Анянов и Василий Белко признаны виновными по статье 144 УК РФ (воспрепятствование законной профессиональной деятельности журналиста). Им назначено наказание в виде 2 лет лишения свободы условно с испытательным сроком 2 года». В августе 2020 года журналисты съемочной группы телеканала РЕН-ТВ приехали в Курагинский район для подготовки видеосюжета о деятельности Торопа и его последователей, однако во время съемки местные жители Анянов и Белко напали на корреспондентов телеканала и повредив их телевизионное оборудование (видеокамеру), причинив материальный ущерб в размере 27600 рублей.
5 апреля 2022 года Генеральная прокуратура РФ утвердила обвинительное заключение по уголовному делу о деятельности «Церкви последнего завета», сопряжённой с насилием над людьми. По версии следствия, с 1991 года по сентябрь 2020 года Сергей Тороп, Вадим Редькин и Владимир Ведерников на территории Красноярского края основали и руководили религиозной организацией, насчитывающей более 5 тыс. последователей, и проповедовали учение "Единая вера". При этом обвиняемые применяли в отношении своих адептов манипулятивное групповое организованное психологическое насилие. В результате 16 последователям учения причинен моральный вред, шести — тяжкий вред здоровью, одному — вред здоровью средней тяжести.
1 сентября 2022 года Железнодорожный районный суд Новосибирска в лице судьи Олеси Пименовой приступил к рассмотрению уголовного дела и удовлетворил ходатайство государственного обвинителя Аси Овчинниковой, решив, что «в целях недопущения разглашения сведений, охраняемых федеральным законом, и обеспечения безопасности участников судебного разбирательства, судом принято решение о проведении слушания в закрытом судебном заседании». Суд также отклонил ходатайство адвоката Торопа Ольги Маринкиной о возвращении дела прокурору, которая заявляла, что имеет место неполнота предварительного следствия и нарушения при составлении обвинительного заключения.
4 апреля 2024 года ЕСПЧ вынес постановление по обращению Сергея Торопа (было подано в феврале 2022 года). В решении суда говорится, что ЕСПЧ признал необоснованным заключение и длительное содержание Сергея Торопа под стражей, отметив, что жалоба содержит типичные для России указания на нарушения, которые многократно были рассмотрены ранее. 11 апреля 2024 года ЕСПЧ вынес аналогичное решение и в отношении Владимира Ведерникова и Вадима Редькина. Европейский суд констатировал необоснованное избрание и дальнейшее продление меры пресечения в виде заключения под стражу в отношении заявителей.

#### Оценки экспертов
Судебный эксперт и религиовед, специалист в области нетрадиционных религиозных движений и культов и экстремистских сообществ И. В. Иванишко считает, что основанием для задержания послужило обнаружение трупов вблизи «города Солнца», которые предположительно принадлежали людям, пытавшимся сбежать из организации и замёрзшим по дороге. А поскольку в самом поселении отсутствуют органы муниципального управления и врачи, то нет никого, кто бы мог официально юридически оформить факт ненасильственной смерти. Кроме того, он указывает, что «жалоб, заявлений о случаях физического, психологического насилия на самом деле огромное количество, но долгое время никто не предпринимал усиленных действий, чтобы это прекратить». В качестве таковых выступают «информация о насилии, доведении до самоубийства и даже покушении на изнасилование несовершеннолетней девочки — причём не только со стороны Виссариона, но и других мужчин». Также он обращает внимание на случай, когда мужчина живший в поселении виссарионовцев «уехал якобы в магазин за продуктами и сбежал» в Москву, где используя социальные сети «рассказал о том, что происходило в общине, о наказаниях, которым подвергались люди». Однако, из-за активной деятельности многочисленных сторонников Торопа, которые последовательно занимались написанием жалоб «на каждое подобное обращение», всё свелось к тому, что «в итоге информации о всех фактах насилия была масса, но большинство уже заблокировано адептами пророка». Также он подчёркивает, что нынешнее уголовное дело ведётся пятым управлением Следственного комитета Российской Федерации, расположенном в Новосибирске, поскольку «есть основания полагать, что, по многим жалобам и обращениям, которые были в Красноярском крае, были реальные основания для возбуждения уголовных дел, но почему-то всё сводилось на тормозах» и указывает на то, что «на вопрос, а почему только сейчас, у многих экспертов есть ответ — потому что несколько лет местные власти не реагировали на потерпевших, а они есть».
Религиовед Б. К. Кнорре оценил «показательную спецоперацию» силовых структур как чрезмерную. Он обратил внимание на то, что виссарионовцы организовали сельское хозяйство и помогают возродить русский сельский уклад: «это социум, … который что-то сумел организовать в сельской местности». Говоря об их воззрениях, он указал: «У виссарионитов нет такого дуализма, как у многих религиозных движений», и «нет понятия о глобальном зле, нет заострённости на том, что в мире вообще царствует зло». По его словам, некоторые вещи в этой общине были «непродуманны», однако в целом это движение может быть полезным России, если помочь ему преодолеть его недостатки и взять «то лучшее», что у него есть. В другом интервью он добавил: «Их идеология созвучна пониманию России как природной страны».
Философ и культуролог Н. П. Копцева полагает, что неуверенное поведение, которое Тороп показал при задержании, говорит о том, что он представляет собой не действительного харизматического лидера, а всего лишь «какое-то информационное лицо этой организации» и «не столько реальный автор вот этих практик и техник, сколько какой-то своеобразный информационный образ, медийная персона». Кроме того она указывает, что «как только он оказывается без своих советников, экспертов, которые, наверное, рядом с ним были, вот он превращается в такую слабую личность». Она считает, что «те люди, которые санкционировали его арест, имели на руках достаточно доказательств того, что это дело имеет какую-то перспективу» и «вряд ли эта история закончится очень быстро».
Социолог религии В. А. Мартинович отметив, к нему и к его коллегам «многократно обращались пострадавшие от „Церкви последнего завета“ в связи с предположительным нарушением представителями данной организации разных статей Уголовного кодекса», которых, по причине сложности полноценной проверки «средствами, имеющимися в распоряжении сектоведов» и необходимости привлечения «сторонней квалифицированной оценки со стороны юристов и следователей», направляли «в органы исполнительной власти, но в абсолютном большинстве случаев, несмотря на достаточно убедительные с моей точки зрения свидетельства и доказательства, дела не заводились», поскольку материалы убирали в долгий ящик, следователи не проявляли интереса к подробностям дел, не принимали во внимание фактологию и, при этом, «всячески давали понять, что организация пользуется полной поддержкой органов государственного управления Российской Федерации». Хотя «назывались фамилии конкретных высокопоставленных чиновников, периодически всплывали разные интересные документы». И в целом фактом остаётся то, что «пострадавшие были, их было много, дела не заводились, вопросы не решались и даже не обсуждались, а замалчивались и игнорировались». Набольшее число подобных обращений (согласно статистике Синодального центра сектоведения Белорусской православной церкви) пришлось на середину и конец 1990-х годов, а спустя несколько десятилетий, количество пострадавших стремительно уменьшилось, а серьёзные случаи стали совсем исчезать. В связи с этим он считает неожиданным, что «власть вспомнила о существовании данной секты и арестовала её руководителей» и видит объяснение этому в то, что организация могла вернуться к «славному сомнительному прошлому», или «переключиться на иные формы работы, не в меньшей степени нарушающие законодательство, но менее очевидные для сектоведов, не порождающие шлейф из обиженных и пострадавших (напр. различные экономические преступления)», как и не исключает «худший вариант: арест может не иметь под собой никаких серьёзных оснований и опираться на какие-то идеологические, политические, экономические или иные малозначимые причины».
Социолог Т. А. Феньвеш считает, что такой исход для «Церкви последнего завета» является очевидным, так как у руководства организации было слишком много финансовых ресурсов, поскольку «такие секты накапливают внутри себя огромную собственность в результате экономической, то есть бизнес-деятельности, бизнес-интересы начинают сталкиваться внутри этой секты» и «такого рода организации вплотную стоят к криминальным организациям, и их судьба очевидна», поэтому, в конечном итоге, наступило «перераспределение собственности».
Александр Панченко, религиовед, профессор факультета антропологии Европейского университета в Петербурге: — Я могу сказать, что это движение с довольно длинной историей — всё-таки ему уже почти 30 лет. Я там был несколько раз, занимался полевой работой, писал о них […] Обвинения в отношении членов общины, на мой взгляд, очевидно ложные, и было бы важно понять, какие реально мотивы у тех, кто их преследует. Преследование идет вроде бы с достаточно высоких эшелонов власти. Вполне возможно, здесь есть идеологические причины, потому что последние годы политика в отношении религиозных меньшинств в России становится все более жесткой и агрессивной, уже запрещены свидетели Иеговы*, мы знаем другие подобные примеры, поэтому, возможно, это следование какому-то общему тренду […] Мы видим, что гигантских финансовых потоков в Церкви Последнего Завета никогда не было. Там также никогда не было жестких форм вертикального социального контроля […] Это движение связано с нью-эйдж-культурой, которая является важной частью нашей жизни. Если мы принимаем православие, то мы принимаем обряд крещения — у виссарионовцев не было ничего такого. Там мог кто угодно поселиться. Виссарионовцы — самый успешный нью-эйджерский проект, который создал нормально существующую систему поселений, у них невысокие экономические запросы, и это уникальный эксперимент. Это часть религиозного разнообразия и культурного наследия России, пускай своеобразного.
Константин Михайлов, религиовед, кандидат культурологии РГГУ: — Виссарионовцы — одно из ярчайших явлений российской религиозной жизни постсоветского периода. Это то, что называется «нью эйдж» — то есть новое религиозное течение, интересные религиозный синкретизм, соединяющий христианские и нехристианские теософские концепции в единое течение, которое за 30 лет, конечно, претерпело некоторые изменения. В современном российском религиоведении слово «секта» не используется — оно оскорбительное и неконкретное, поэтому, говоря о новых религиях, мы используем термин «новое религиозное движение». В старые времена под сектой понимали мелкие течения, отделившиеся от крупных, но про общину Виссариона этого сказать нельзя. Она ни от кого не отделялась и всегда была совершенно самостоятельной. Закон предполагает, что в России все религиозные течения равны, а слово «секта» вносит оценку. Его используют или по старой памяти, или те религиоведы, которые являются ангажированными и работают на РПЦ, но представляются религиоведами. […] Насколько я могу судить, община не представляет особой угрозы. Это самостоятельный и даже не особо изолированный мирок, где люди осваивают интернет, используют технологии. Конечно, когда община возникала, люди продавали квартиры, сдавали деньги руководству, когда переселялись в поселения, это можно осудить с точки зрения этики, но в этом нет ничего незаконного — взрослые люди делали это добровольно. Уходящие в православный монастырь делают то же самое — они жертвуют своим имуществом. Это не является преступлением, но отсекает возможность вернуться. 30 лет для общины — это много, это целая жизнь, там не одно поколение уже выросло. Далеко не каждая община выдерживает столько. Как правило, ключевой точкой является момент смерти основателя, здесь же мы посмотрим, что будет под гнетом полиции. Если их объявят экстремистами, а к этому всё идет, то они, конечно, испытают серьёзные проблемы, но, вполне вероятно, ещё сильнее сблизятся и сплотятся. К счастью, первоначальные обвинения, связанные с педофилией, видимо, не были доказаны, в последней итерации речь идет о психологическом насилии, очевидно, что это будет восприниматься как несправедливость. Подобной такой же общины в России больше нет, поэтому я не думаю, что они примкнут к кому-то ещё, скорее всего, будут вести полуподпольный образ жизни. Вряд ли они захотят уезжать со своих земель, не думаю, что их будут массово арестовывать спецслужбы, так что, скорее всего, те, кто входят в общину, продолжат её неофициальное существование.
Кудашов Вячеслав Иванович, российский философ и общественный деятель, специалист по онтологии и теории познания, эпистемологии и философской антропологии, доктор философских наук, профессор, Лункин Роман Николаевич, религовед, доктор политических наук, кандидат философских наук, высказывают свое мнение об Общине Виссариона в этом видео.

### Ликвидация организации
25 сентября 2020 года Прокуратура Красноярского края после проверки местной религиозной организации «Церковь последнего завета» в Курагино, направила административное исковое заявление в Красноярский краевой суд о её ликвидации и исключении из Единого государственного реестра юридических лиц. По утверждению Генеральной прокуратуры Российской Федерации: «Деятельность Курагинской местной религиозной организации „Церковь последнего завета“ угрожает интересам общества и государства, посягает на личность, права и свободы граждан, влечет за собой причинение ущерба нравственности, здоровью граждан, что в соответствии со ст. 14 федерального закона „О свободе совести и о религиозных объединениях“ является основанием для запрета её деятельности в судебном порядке». Заключениями экспертов, полученными во время осуществления проверки, было подтверждено, что «материалы „Церкви последнего завета“ содержат доктринальные рекомендации, ограничивающие право на жизнь, право на свободу и неприкосновенность личности, свободу совести, право на защиту семьи, материнства и детства, на образование; право на охрану здоровья и медицинскую помощь». Кроме того, эксперты выяснили, что в своём учении Виссарион допускает признание таких вещей, как поощрение зависимого поведения, неоказание медицинской помощи, самоубийство, пренебрежение принятыми нормами брака и нарушение сексуального поведения. Также были выявлены факты причинения вреда психическому здоровью виссарионовцев посредством борьбы с попытками выражения личных стремлений, желаний, мыслей, потребностей путём применения угроз  общественного осуждения, изгнания из сообщества и взращивания стойкого чувства вины.
26 октября состоялось первое заседание суда, где «представителем прокуратуры края были озвучены и аргументированы исковые требования», а следующее назначено на 14 декабря 2020 года.
24 октября 2022 года суд полностью удовлетворил иск прокуратуры, признав организацию запрещённой, подлежащей ликвидации и исключению из Единого государственного реестра юридических лиц.

## Официальные издания
- Последний Завет — СПб. : Фламинго, [1995?]. — 486, [1] с. : ил., портр.; 21 см.; ISBN 5-88805-004-0
- Последний Завет — СПб: «Общество ведической культуры», 1996. — 808 с.
- Виссарион. Малая крупица слова Виссариона, являющего последний завет от пославшего его отца небесного. — Издание 4-е. — М., 1993. — 64 с. ISBN 5-94035-001-1
- Благая весть — СПб, 1998. — 270 с. ISBN 5-87445-018-1
- Последняя надежда — СПб, 1999. — 160 с. ISBN 5-94035-089-5
- Время поворота - Балашов, 2004. - 104 с. ISBN 5-94035-136-0
- Книга основ

### Периодические издания
- альманах «Ковчег любви» (редактор — Инэсса Колчина[22]
- газета «Земля обетованная» (редактор — Вера Колчина)[22], с приложениями

### Книги
- Бажан Т. А. Оппозиционная религиозность в России. — Красноярск: Сибирский юридический институт МВД России, 2000. — 372 с. — ISBN 5-7889-0032-8.
- Балагушкин Е. Г. Глава V. Церковь Последнего Завета (синкретическое христианство Виссариона) // Балагушкин Е. Г. Нетрадиционные религии в современной России: морфологический анализ. — М.: Институт философии РАН, 1999. — Т. 1. — С. 160—223. — 244 с. (Копия 1) (Копия 2)
- Воробьёва М. В. Церковь последнего завета // Воробьёва М. В. Христианское разномыслие: Словарь. — СПб.: Изд-во С.-Петерб. ун-та, 2004. — 96 с.
- Головушкин Д. А. Приложение. Современные новые религиозные движения // Религиоведение для студентов педагогических вузов / Под ред. А. Ю. Григоренко. — СПб.: Питер, 2008. — 512 с. — ISBN 978-5-91180-866-2.
- Головушкин Д. А. Церковь последнего завета // Религии мира: словарь-справочник / Под ред. А. Ю. Григоренко. — СПб.: Питер, 2009. — С. 383—384. — 400 с. — 4000 экз. — ISBN 978-5-388-00466-6.
- Григорьева Л. И. Свобода совести и актуальные проблемы государственно-правового регулирования деятельности новейших нетрадиционных религиозных объединений. — Красноярск: РИО КГПУ, 1999a. — 405 с.
- Григорьева Л. И. Религии «Нового века» и современное государство : (Социально-философский очерк): Монография / Григорьева Л. И.; М-во образования Рос. Федерации. Сиб. гос. технол. ун-т. — Красноярск: СибГТУ, 2002. — 400 с. — ISBN 5-8173-0113-X.
- Дворкин А. Л. Глава 19 «Секта Виссариона — Община единой веры — Церковь последнего завета» // Дворкин А. Л. Сектоведение. Тоталитарные секты. Опыт систематического исследования. — 3-е, пераб. и доп.. — Н. Новгород: Христианская библиотека, 2006. — 813 с. — 6000 экз. — ISBN 5-88213-068-9.
- История религий в России: Учебник. — М., 2001. — С. 521—524.
- Классификация тоталитарных сект и деструктивных культов Российской Федерации (В помощь епархиальному миссионеру). — Белгород: Миссионерский отдел Московского патриархата РПЦ, 1996. — 80 с.
- Кураев, А. В. Глава 3 Устарел ли Новый Завет? В гостях у Христа-Виссариона. // Дары и анафемы : что христианство принесло в мир?: размышления на пороге третьего тысячелетия / Диакон Андрей Кураев. — 5-е изд., испр. и доп.. — М.: Никея: Арефа, 2009. — 319 с. — ISBN 978-5-91761-001-6.
- Кутузова Н. А. Религиозный радикализм и альтернативные социальные проекты // Религия и общество — 3: актуальные проблемы современного религиоведения: сб. науч. трудов / под общ. ред. В. В. Старостенко, О. В. Дьяченко. — Могилёв: УО “МГУ имени А. А. Кулешова”, 2008. — С. 164—167.
- Максимов С. А. «Позови меня в даль светлую» или сказки дядюшки Виссариона. — Белгород: Миссионерский Отдел Московского Патриархата Русской Православной Церкви, 1997. — 77 с. — («Библиотека православного миссионера»). Архивировано 4 марта 2016 года. (копия книги)
- Мартинович В. А. 3.4 Состояние нетрадиционной религиозности в современной Беларуси: типология, динамика распространения, деструктивный характер // Безопасность Беларуси в гуманитарной сфере: социокультурные и духовно-нравственные проблемы / О. А. Павловская [и др.]; под ред. О. А. Павловской; Нац. акад. наук Беларуси Ин-т философии. — Минск: Беларуская навука, 2010. — С. 295—310. — 519 с. — ISBN 978-985-08-1172-1.
- О национальной угрозе России со стороны деструктивных религиозных организаций: Аналитический вестник Российской Федерации. — М.: Федеральное собрание — Парламент Российской Федерации: Аналитическое управление., 1996. — («Оборона и безопасность — 8»).
- Никольский В. С. Основы религиоведения. Учебное пособие. — М.: МГИУ, 2005. — 356 с. — 500 экз. — ISBN 5-276-00706-3.
- Пасечнюк Виктор, иерей. Кто есть Виссарион и что есть его учение? или Почему христианство не принимает учение Виссариона. — Каратузское: Издательство храма св. апостолов Петра и Павла, 2000.
- тема 12. Нетрадиционные религии 2. Неохристианские объединения: «Церковь объединения» Муна и «Церковь Единой веры» Виссариона // Радугин А. А. Введение в религиоведение: теория, история и современные религии: курс лекций. — М.: Центр, 2000. — 240 с. — ISBN 5-88860-053-9.
- Религиозные организации // Россия. Электронный энциклопедический словарь. — М.: Энциклопедия.
- Семёнова Т. Н. Глава XI. Современные нетрадиционные культы // Основы религиоведения: Учеб. / Ю. Ф. Борунков, И. Н. Яблоков, К. И. Никонов и др; Под ред. И. Н. Яблокова. — 2-е изд., перераб. и доп.. — М.: Высшая школа, 1998. — С. 171—177. — 480 с. (недоступная ссылка)
- Религия, свобода совести, государственно-церковные отношения в России: Справочник / Балагушкин Е. Г., Баширов Л. А. Трофимчук Н. А. (рук.) Ю. П. Зуев (ред.).. — М.: Изд-во РАГС, Ком. по связям с религиоз. орг. Правительства Москвы, 1996. — 286 с. — ISBN 5-7729-0008-0.
- § 11. Учение Виссариона // Тимощук А. С., Федотова И. Н., Шавкунов И. В. Введение в религиоведение: Учеб. пособие. — Владимир: ВЮИ ФСИН России, 2011. — С. 138. — 153 с. — 500 экз.
- Точка Александр. Секта. Ангелы умирают первыми. — М.: Детектив-Пресс, 2008. — 228 с. — ISBN 978-5-89935-084-9.
- Хвыля-Олинтер А. И., Лукьянов С. А. Опасные тоталитарные формы религиозных сект. — М.: Изд-во Свято-Владимирского Братства, 1996. — 83 с.
- Щипков А. В. Во что верит Россия: Религиозные процессы в постперестроечной России. Курс лекций / Рецензенты: д. ф. н., проф. Ю. Н. Солонин, декан философского факультета СПбГУ, к. ф. н. В. В. Аржанухин, зав. кафедрой религиоведения РГПУ. — СПб.: РХГИ, 1998. — С. 167—170. — ISBN 5-888-031-6.
- Jacek Hugo-Bader. Biała gorączka. — Wołowiec, 2009. — ISBN 978-83-7536-081-3.
- Jędrzej Morawiecki. Syberyjska sekta wissarionowców jako fenomen społeczno-religijny. — Warszawa, 2010. — ISBN 978-83-7507-091-0.

### Статьи
на русском языке
- Анненко А. Н. Сибирский «Христос» делает выбор… // Газета «Новый взгляд на Хакасию. — 29.12.2007.
- Асанбаев М. Б. Казахстан: потенциал религиозной конфликтности и факторы риска в развитии религиозной ситуации // Центральная Азия и Кавказ. — 2006. — № 6 (48). Архивировано 9 июня 2014 года.
- Белова Н. Идеальная демократия и вино после родов: откровения бывшего члена секты Виссариона // Вечерняя Москва. — 22.09.2020.
- Беспаленко П. Н., Римский В. П. Политико-идеологические и социокультурные основания типологии нетрадиционных религий // Известия Тульского государственного университета. Гуманитарные науки. — Тула: Тульский государственный университет, 2009. — № 1. — С. 3—13.
- Быков Р. А. Исторические условия формирования новых религиозных движений в России // Вестник Томского государственного университета. — 2012. — № 360. — С. 84—86.
- Быкова Н. У нас даже пророки — алкоголики // Московский комсомолец. — 21.10.1995.
- Верёвкина Е. История секты Виссариона достойна фильма ужасов // Интерфакс-Религия. — 07.10.2020.
- Воронов К., Сергеев Н. Виссарион обустраивал чиновников // Коммерсантъ. — 23.09.2020.
- Виссарионовский «Город солнца» в Красноярском крае не имеет официального статуса // «РИА Сибирь». — 09.02.2005.
- Вишняков В. Сказки учителя Виссариона // Российская газета. — 30.07.1994.
- Глас вопиющего в пустыне (Письмо к общине Виссариона) // Надежда, 14 июня 1995 г.
- Голодник Л. Тартюф вечен // Надежда (г. Минусинск), 27 июля 1994 г. (N 92), 30 июля 1994 г. (N 94), 4 августа 1994 г. (N 96), 6 августа 1994 г. (N 97), 10 августа 1994 г. (N 98), N 100, 20 августа 1994 г. (N 103).
- Григорьева Л. И. Община единой веры // Енисейский энциклопедический словарь / Гл. ред. Н. И. Дроздов. — Красноярск: КОО Ассоциация «Русская энциклопедия», 1998. — С. 437—438. — 736 с. — 10 000 экз. — ISBN 5-88329-005-1.
- Григорьева Л. И. Церковь Последнего Завета («секта Виссариона — Христа Минусинского») // Религиозные организации и государство: перспективы взаимодействия. Материалы конференции. Москва, 22-23 февраля 1999 года. — М.: Рудомино, 1999b. — С. 75—88.
- Григорьева Л. И. Этапы эволюции и новые тенденции социальных трансформаций в Церкви последнего завета // Личность, творчество и современность: Сборник научных трудов. Вып. 6 / Отв. ред. Д. Д. Невирко. — Красноярск: Сибирский юридический институт МВД России, 2003a. — С. 103—111. — 366 с. — ISBN 5-7889-0083-2.
- Григорьева Л. И. Социальный эксперимент и социальная альтернатива в новых религиозных движениях : (на примере общины Виссариона Минусинского (Красноярский край)) // Сибирь в XXI веке : альтернативы и прогнозы развития : науч.-практ. конф. (2003; Красноярск). Ч. 2 / М-во образования Рос. Федерации, Краснояр. гос. ун-т ; отв. за вып. В. А. Сапожников. — Красноярск: КГУ, 2003b. — С. 54—61.
- Давыдов Д. Г., Чибисов Б. И. Культовые практики последователей Виссариона (Сергея Торопа) // Вестник ПСТГУ. Серия I: Богословие. Философия. Религиоведение. — 2023. — Вып. 110. — С. 103—116.
- Секта Виссариона — «Община единой веры» — «Церковь последнего завета» // Дворкин А. Л. Сектоведение. Тоталитарные секты. Опыт систематического исследования. Изд. 3-е, перераб. и доп. — Н.-Н.: Изд-во братства во имя св. кн. А. Невского, 2002.
- «Детям внушали, что молоко — это гной»: истории бывших «виссарионовцев» о жизни в «Городе Солнца» // Newslab.ru. — 23.09.2020.
- Днепрова Н. Почему им «вреден» витамин «В» // Миссионерское обозрение (Приложение к газете «Православная Москва»). — март 1996. — № 7—8 (67-68).
- Долгополова С., Малаш Л. Крестовый поход изуверов // Мегаполис-Экспресс. — 01.11.1995.
- Как я столкнулась с сектой // Психологическое радио. — 28.09.2011.
- Жвик А. «Их идеология созвучна пониманию России как природной страны». Религиоведы — о задержании членов общины Виссариона // Такие дела. — 22.09.2020.
- Ждать конца света? // Правда-5, 24-31 января 1997 г. — № 3 (176).
- Зотова Н. (при участии К. Чурмановой и А. Сошникова). Солнечные батареи и двоеженство: как живут в общине Виссариона и в чем причины его ареста // Русская служба Би-би-си. — 07.10.2020.
- Зыкова Т. А. Актуальные проблемы изучения общины Виссариона // Мартьяновские краеведческие чтения. Вып. VI. Сборник докладов и сообщений. Минусинск, 13-15 декабря 2010 г.. — Минусинск: Минусинский региональный краеведческий музей имени Н. М. Мартьянова, 2010. — С. 138—141.
- Иванов А. Антисектантская спецоперация ФСБ. И тридцати лет не прошло... // Завтра. — 22.09.2020.
- Интервью с В. А. Мартиновичем // Русское религиоведческое общество. — 05.10.2020.
- Интерес политических кругов, близких к администрации Лебедя, к выборам в Законодательное собрание // «„Московский комсомолец“ в Красноярске»/Деловая пресса. — 15-22.03.2000/22.03.2001. — № 11(93).
- Информационный материал «К докладу о социально-медицинских последствиях воздействия некоторых религиозных организаций ни здоровье личности, семьи, общества и мерах обеспечения помощи пострадавшим» (1996 г.) / Министерство здравоохранения и медицинской промышленности Российской Федерации // Служба религиозной информации" Метафразис". Специальный выпуск к Первому съезду епархиальных миссионеров, ноябрь 1996 г. — с. 5-12.
- Итоговое заявление участников российской научно-практической конференции «Тоталитарные секты (деструктивные культы) и права человека» (Санкт-Петербург, 11-12 января 1996 г.) // Миссионерское обозрение (Белгород). — 1996. — N 3. с. 4-6.
- Каленова Г. Сим провозглашаю себя Христом // Российская газета. — 07.12.1996. — № 135.
- Кантеров И. Я. Церковь последнего завета (последователи Виссариона) // Свеча-99. Экология духа: Сборник методологических и методических материалов по религиоведению и культурологии. Вып. 1. / Отв. ред. Е. И. Аринин. — Архангельск: Поморский государственный университет имени М. В. Ломоносова, 1999. — С. 130—143.
- Кантеров И. Я. Церковь последнего завета // Религии народов современной России: Словарь / Ред-кол. Мчедлов М. П. (отв. ред.), Аверьянов Ю. И., Басилов В. Н. и др. — 2-е изд., и доп. — М.: Республика, 2002. — С. 553—554. — 624 с. — 4000 экз. — ISBN 5-250-01818-1.
- Клин Б. Рай без удобств: Что нашли в тайге тысячи последователей созданной 20 лет назад секты Виссариона // Комсомольская правда. — 13.06.2011.
- Кнорре Б. «„Эта группа сумела что-то организовать в сельской местности: им надо помогать, а не разрушать“: религиовед об общине Виссариона» // ТВК. — 23.09.2020.
- Константин (Островский), еп. Проблема «добра» и «зла» в учении секты Виссариона («Церковь последнего завета») // bogoslov.ru, 13 мая 2014
- Константин (Островский), еп. Представление основателя секты «Церковь последнего завета» Виссариона о Ветхом и Новом Заветах // bogoslov.ru, 30 мая 2014
- Козырев Ю. Город Солнца // Такие дела. — 19.03.2019.
- Кокоулин, Дмитрий. Операция „Б“, или новые приключения Виссариона — Торопа в Новосибирске. — Центр священномученика Иринея Лионского, 06.10.2002. Архивировано из оригинала 14 июля 2012 года. (копия)
- Лабунский И. Уставшие от мира. Как живут последователи Виссариона // Аргументы и факты : газета. — 2001. — № 30 (710).
- Лаврентьев А. Только он» не может спасти Россию // Сорок один. — Зеленоград, 10.02.1996. — № 16. — С. 4.
- Лункин Р. Н. Церковь Виссариона: божество с человеческими страстями // Русское ревью. — Кестонский институт, 2008. — № 30. Архивировано 11 января 2015 года.
- Любимова Г. В., Бут М. О., Лугоненко Д. С. «Сад как рай». Практики сакрализации пространства новых религиозных движений Сибири // Проблемы истории, филологии, культуры. — Магнитогорск: МГТУ, 2012. — № 3 (37). — С. 345—356. — ISSN 1991-9484.
- Мессия Виссарион: бывший сержант милиции стал основателем религиозных поселений на юге Сибири // ИА „Банкфакс“. — 2003. — 25 марта.
- Метке Йорг Р. Сибирский Христос // Der Spiegel. — 31.01.2005.
  - В Германии заинтересовались „сибирским Христом“ // NEWSru.com. — 01.02.2005.
- Миловидов К. Община Виссариона: храм поперек горла // Нескучный сад. — 2013. — № 1 (84).
- Мы не должны стать зомби // Надежда, 29 мая 1995 г. — № 63.
- Панченко А. А. Утопия «Последнего Завета» // Отечественные записки. — 2003. — № 3 (12).
- Панченко А. А. Двадцатый век: новое религиозное воображение // Новое литературное обозрение. — 2012. — № 117. — С. 122—139. — ISSN 0869-6365.
- Полынский А. Лжепророк из «Города Солнца» // Газета «Трибуна». — 19.05.2005.
- Рак Л. Девушка-тень из Города Солнца // Красноярский рабочий. — 22.09.2004. Архивировано 31 октября 2010 года.
- Рак Л. Попутчица Виссариона // Труд : газета. — Молодая гвардия, 2004. — № 25. копия статьи
- Рапорт начальника Курагинского РОВД полковника милиции Н. А. Миронова главе администрации Курагинского района Петрухину Н. Ф. № 1/6360 от 5 октября 1995 г.
- Самоделова С. Описана жизнь секты Виссариона: двоеженство и голод // Московский комсомолец. — 25.09.2020.
- Саськов И. Террористка скрывалась в минусинской общине секты Виссариона // газета «Сегодня». — 22-24 марта 2000. Архивировано из оригинала 23 декабря 2006 года. (копия)
- Саськов И. Над Городом Солнца сгущаются тучи // газета «Итоги». — 24.03.2000. — № 64. Архивировано 10 марта 2005 года. (копия)
- Семочкина В. Ф. Церковь последнего завета. Люди и судьбы (к 15-летию общины) // Мартьяновские краеведческие чтения. Вып. VI. Сборник докладов и сообщений. Минусинск, 13-15 декабря 2010 г.. — Минусинск: Минусинский региональный краеведческий музей имени Н. М. Мартьянова, 2010. — С. 122—126.
- Сергеев Р. SOS!!! В лапы сектантов попал лучший скульптор Петербурга! // Новый Петербургъ. — 23.12.1994. — № 52 (156).
- Сибирский гаишник подался в Иисусы // MIGnews.com. — 29.08.2009.
- Сидорчик А. «Житие» Виссариона. Как отставной милиционер стал «Сыном Божьим» // Аргументы и факты. — 23.09.2020.
- Скойбеда У. Б., Кулагин А. Сегодня молоко не пьёшь, а завтра в секту попадёшь! // Комсомольская правда. — 11.07.2011. (копия)
- Скойбеда У. Б. Что происходит в «Городе Солнца» после ареста местного бога // Комсомольская правда. — 26.10.2020.
- Скойбеда У. Б. Шизофреники, детское порно и отрезанные головы: что скрывают адепты секты Виссариона // Комсомольская правда. — 27.10.2020.
- Спранцмане М. А. Явление Виссариона Риге. Ловец и погубитель душ, называющий себя мессией, не преуспел у нас в агитации // Телеграф (Рига). — 07.10.2005. Архивировано из оригинала 2 августа 2012 года. (копия)
- Ставицкая Н. Из первых рук, из первых уст // Миссионерское обозрение (Приложение к газете «Православная Москва». — 1995. — № 33—34. — С. 4.
- Столяров П. Н. Церковь последнего завета (Виссарион) // Центр апологетических исследований. — 2000. — С. 1—8.
- Тарасенко Д. «Несколько лет местные власти не реагировали на потерпевших»: подробности дела Виссариона и «Церкви последнего завета» // ТВК. — 27.09.2020.
- Трофимов Я. Ф. Геополитические аспекты динамики изменения религиозной ситуации в республике Казахстан // Религия и СМИ. — 22.09.2003. Архивировано 8 июня 2014 года.
- Ушакова Ю. В какие времена живём мы? // Альфа и Омега. — 1998. — № 18. — С. 272—283
- Фаликов Б. «Люди начинают верить в диковинные вещи» // Полихович А. Такие дела. — 12.11.2020.
- Филатов С. Б. Новые религиозные движения — угроза или норма жизни? // Религия и общество: Очерки религиозной жизни современной России / Отв. ред. и сост. С. Б. Филатов. — М.; СПб.: Летний сад, 2002. — С. 401—449. — 488 с. — ISBN 5-94381-058-7.
- Филатов С. Б. Церковь последнего завета (Община единой веры, виссариониты) // Современная религиозная жизнь России. Опыт систематического описания / Отв. ред. М. Бурдо, С. Б. Филатов. — М.: Университетская книга, Логос, 2006. — Т. 4. — С. 258—266. — 366 с. — 2000 экз. — ISBN 5-98704-057-4.
- Фоторепортаж: в Сибири отметили день рождения "второго Христа" // DELFI. — 15.01.2013.
- Хасьянова А. В Красноярском крае задержан глава религиозной секты Виссариона // Россия 24. — 22.09.2020.
- Ходорыч А., Конашенок Н., Студнев М. Товарищества на вере // Коммерсантъ-Деньги. — 31.10.2001. — № 43 (347). — С. 30. Архивировано 7 декабря 2014 года.
- Хустик С. Путь виссарионовца: туда и обратно // Такие дела. — 19.03.2019.
- Чалкин, Александр. Виссарион. Люди делают богов // Русский журнал. — 12.07.2002. Архивировано 3 апреля 2012 года.
- Чернявский, Александр. Александр Хлопонин попал в житие // Независимая газета : газета. — 15.04.2008.
- Чернышкова З. Е. Основы и особенности социальных проектов новых религиозных движений (на примере анализа деятельности Церкви Последнего Завета» // Человек. Религия. Право: истоки, сущность и проблемы противодействия религиозному экстремизму. Международная научно-практическая конференция. Екатеринбург, 31 мая 2011.
- Русская мысль, 5-11 сентября 1996 г. — № 4139.
- Сорок один (г-Зеленоград), 15 ноября 1994 г.
- Зеленоград сегодня. — 1996. — № 4 (4).
- В поисках счастья // Сорок один (г. Зеленоград), 10 февраля 1996 г. — № 16. — с. 4.
- Пророков много, всех не переслушаешь // Советская молодёжь (г. Рига), 22 июня 1995 г.
- Виссарион и его лжеучение // Современные ереси и секты в России / Под ред. митрополита Санкт-Петербургского и Ладожского Иоанна. — 2-е, дополн. — СПб., 1995. — 240 с.
- Истинное добро — это сказать человеку правду // Миссионерское обозрение (Приложение к газете «Православная Москва»), март 1996 г. — № 7-8 (67-68).

на других языках
- Urbańczyk J. “What if it is actually true?” Vissarion’s Followers from Eastern Europe and their Path to the Last Testament Church Community in Siberia // Nova Religio: The Journal of Alternative and Emergent Religions. — 2017. — Vol. 20, № 3. — P. 74—100. — doi:10.1525/nr.2017.20.3.74.
- Chernyshkova Z. E. Methodological Problems in the Research of New Religious Studies // Journal of Siberian Federal University. Humanities & Social Sciences. — Krasnoyarsk: Siberian Federal University, 2012. — Т. 4, № 5. — С. 528—534.